# Eke socken
Eke socken ingick i Gotlands södra härad, ingår sedan 1971 i Gotlands kommun och motsvarar från 2016 Eke distrikt.
Socknens areal är 18,55 kvadratkilometern allt land. År 2020 fanns här 52 invånare. Sockenkyrkan Eke kyrka ligger i socknen. 

## Administrativ historik
Eke socken har medeltida ursprung. Socknen tillhörde Hemse ting som i sin tur ingick i Burs setting i Sudertredingen.
Vid kommunreformen 1862 övergick socknens ansvar för de kyrkliga frågorna till Eke församling och för de borgerliga frågorna bildades Eke landskommun. Landskommunen inkorporerades 1952 i Havdhems landskommun och ingår sedan 1971 i Gotlands kommun.  Församlingen uppgick 2010 i Havdhems församling.
1 januari 2016 inrättades distriktet Eke, med samma omfattning som församlingen hade 1999/2000.  
Socknen har tillhört samma fögderier och domsagor som Gotlands södra härad. De indelta båtsmännen tillhörde Gotlands andra båtsmanskompani.

## Geografi
Eke socken ligger på södra delen av Gotlands östkust. Socknen är odlingsbygd i norr, skogrik vid kusten.

### Gårdsnamn
Alveskogs, Annexen, By, Bölske, Gudings, Hallvide, Härdarve, Härvide, Lillegårds, Nygårds, Petsarve, Smiss.

### Platsnamn
Göranssonska Tomten. 

## Fornlämningar
Från bronsåldern finns gravrösen och stensättningar. Från järnåldern finns 12 mindre gravfält, husgrunder, stensträngar, sliprännestenar och fornborgen Gudings slott. Två runristningar är noterade och en vikingatida skatt med bland annat spännen har påträffats.

## Namnet
Namnet (1300-taled Eyka) innehåller eke, 'ekdunge'.

## Befolkningsutveckling
| Befolkningsutvecklingen i Eke socken 1780–2020 | Befolkningsutvecklingen i Eke socken 1780–2020 | Befolkningsutvecklingen i Eke socken 1780–2020 | Befolkningsutvecklingen i Eke socken 1780–2020 | Befolkningsutvecklingen i Eke socken 1780–2020 |
| --- | ---------------------------------------------- | ---------------------------------------------- | ---------------------------------------------- | ---------------------------------------------- |
| |                                                |                                                |                                                |                                                |
| År |                                                |                                                | Folkmängd                                      |                                                |
| 1780 | 1780                                           |                                                | 172                                            |                                                |
| 1790 | 1790                                           |                                                | 171                                            |                                                |
| 1800 | 1800                                           |                                                | 190                                            |                                                |
| 1810 | 1810                                           |                                                | 217                                            |                                                |
| 1820 | 1820                                           |                                                | 218                                            |                                                |
| 1830 | 1830                                           |                                                | 222                                            |                                                |
| 1840 | 1840                                           |                                                | 227                                            |                                                |
| 1850 | 1850                                           |                                                | 225                                            |                                                |
| 1860 | 1860                                           |                                                | 233                                            |                                                |
| 1870 | 1870                                           |                                                | 270                                            |                                                |
| 1880 | 1880                                           |                                                | 266                                            |                                                |
| 1890 | 1890                                           |                                                | 245                                            |                                                |
| 1900 | 1900                                           |                                                | 253                                            |                                                |
| 1910 | 1910                                           |                                                | 246                                            |                                                |
| 1920 | 1920                                           |                                                | 236                                            |                                                |
| 1930 | 1930                                           |                                                | 208                                            |                                                |
| 1940 | 1940                                           |                                                | 203                                            |                                                |
| 1950 | 1950                                           |                                                | 206                                            |                                                |
| 1960 | 1960                                           |                                                | 164                                            |                                                |
| 1970 | 1970                                           |                                                | 137                                            |                                                |
| 1980 | 1980                                           |                                                | 115                                            |                                                |
| 1990 | 1990                                           |                                                | 98                                             |                                                |
| 2000 | 2000                                           |                                                | 94                                             |                                                |
| 2010 | 2010                                           |                                                | 66                                             |                                                |
| 2020 | 2020                                           |                                                | 52                                             |                                                |
| Anm: Källor: Umeå universitet - Tabellverket 1749-1859, Demografiska databasen, CEDAR, Umeå universitet, Befolkningsutvecklingen i Gotlands socknar 2000 - 2010, Folkmängden per distrikt, landskap, landsdel eller riket efter kön. År 2015 - 2022. |                                                |                                                |                                                |                                                |

### Fotnoter
1. 1 2  Svensk Uppslagsbok andra upplagan 1947–1955: Eke socken
2. ↑  ”Folkmängden per distrikt, landskap, landsdel eller riket efter kön. År 2015 - 2022”. Statistikdatabasen. Statistiska centralbyrån. http://www.statistikdatabasen.scb.se/pxweb/sv/ssd/START__BE__BE0101__BE0101A/FolkmangdDistrikt/. Läst 23 april 2023.
3. ↑  Harlén, Hans; Harlén Eivy (2003). Sverige från A till Ö: geografisk-historisk uppslagsbok. Stockholm: Kommentus. Libris 9337075. ISBN 91-7345-139-8
4. ↑  ”Församlingar”. Statistiska centralbyrån. https://www.scb.se/hitta-statistik/regional-statistik-och-kartor/regionala-indelningar/forsamlingar/. Läst 30 december 2022.
5. ↑  Administrativ historik för Eke socken (Klicka på församlingsposten). Källa: Nationella arkivdatabasen, Riksarkivet.
6. ↑  Om Gotlands båtsmanskompani
7. 1 2  Sjögren, Otto (1931). Sverige geografisk beskrivning del 2 Östergötlands, Jönköpings, Kronobergs, Kalmar och Gotlands län. Stockholm: Wahlström & Widstrand. Libris 9939
8. 1 2 3  Nationalencyklopedin
9. ↑  Förteckning över slipskåror
10. ↑  Fornlämningar, Statens historiska museum: Eke socken
11. ↑  Fornminnesregistret, Riksantikvarieämbetet: Eke socken Fornminnen i socknen erhålls på kartan genom att skriva in sockennamn (utan "socken") i "Ange geografiskt område"
12. ↑  Mats Wahlberg, red (2003). Svenskt ortnamnslexikon. Uppsala: Institutet för språk och folkminnen. Libris 8998039. ISBN 91-7229-020-X. https://isof.diva-portal.org/smash/get/diva2:1175717/FULLTEXT02.pdf